# Playa Alsina
Playa Alsina o Playa Acinas es una playa de arenas finas que se encuentra sobre la Bahía del Fondo, en el Golfo San Jorge, provincia de Santa Cruz, Argentina. Con sus 3.370 metros de largo, se halla en la área no incorporada de La Esperanza, kilómetro 1965 de la Ruta Nacional 3, al noreste de Sindicato Dodero; entre la Playa La Tranquera y el Cerro Pan de Azúcar.
Es la última al sur de un sistema de 7 playas de arena fina. Este sistema se halla en el golfo San Jorge y es de especial importancia, dado que tanto hacia el sur como el norte las demás playas son de ripio o composición similar. Esta playa, junto con sus vecinas que la rodean sufren las limitaciones climáticas como bajas temperaturas fuera de la temporada veraniega y la intensidad de los vientos que suelen azotarlas con velocidades diversas. Estos dos fenómenos naturales suelen cobrarse víctimas, dado que todas las playas cercanas no cuentan con guardavidas o similares servicios de auxilio.
Esta playa es muy concurrida por vecinos tanto de Rada Tilly, Comodoro Rivadavia y Caleta Olivia, en la primavera y en el verano suele ser muy concurrida para pasar tardes a la luz del sol.
Al estar alejada del entorno urbano, la playa y la zona que la rodea gozan de abundante fauna silvestre. Estos animales como los guanacos y zorros colorados suelen ocasionar problemas a los automovilistas que circulan por la ruta cercana. Además, la zona es peligrosa históricamente para el tránsito; debido a que durante los temporales de viento se desarrollan fuertes ráfagas que culminan en le mar y pueden afectar incluso a los rodados pesados.

## Toponimia
En las cercanías existía hasta fines del siglo pasado la compañía Hermanos Acinas dedicada a la extracción de cal.  Esta obtenía cal de almejas muy abundantes en la zona. Esta es la razón del nombre con el que comúnmente se identifica a esa peligrosa curva, y también a la playa que se encuentra debajo: Playa Acinas, aunque también es conocida como Playa Alsina, por su semejanza fonética. Hoy solo quedan vestigios de aquella intensa explotación. Por otro lado la curva La Calera,  se halla sobre la ruta 3 muy próxima al cerro y  la playa. El lugar es famoso por poseer un radio de giro de casi 90 grados, donde se produjeron centenares de accidentes, en algunos casos fatales. Esta peligrosa curva esta a metros del acceso a playa Alsina, por lo que los vehículos accidentados corren riesgo de desbarrancarse.

## Geografía
Su acceso norte y sur es por ruta 3. Sin embargo resulta solo factible en baja mar al estar franqueada por punta Peligro y otros accidentes geográficos que terminan en acantilados de más de  80 m s. n. m. Pese a ello tiene una agradable conformación de arenas finas que atraen a muchos visitadores en verano.

## Características
Es una playa de buena composición de arena. Desde sus más de 3 kilómetros de fina arena se puede observar alzarse hacia el oeste al cerro Pan de Azúcar, accidente muy famoso en la región, que adorna esta playa. En la playa se suelen congregar practicantes de kitesurf, un deporte favorecido por el clima de la zona y conductores de cuatriciclos y vehículos afines que realizan paseos.
Llamativamente, la playa y otras aledañas sufren congelación en los días más fríos del año. Esto se produce una vez que la marea se retira dejando una estela de hielo sobre la arena que cubre el ancho de la misma.

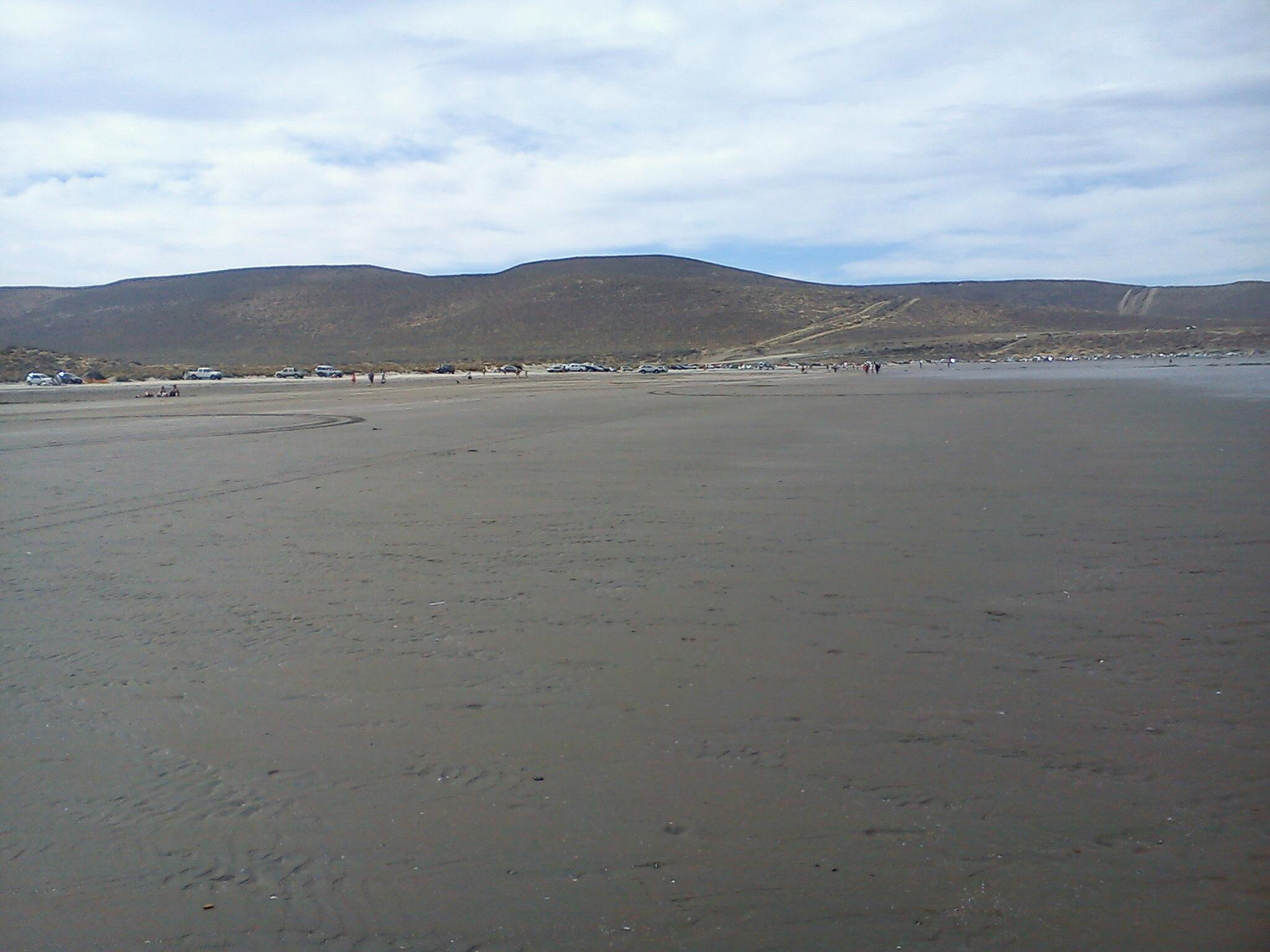
Playa Alsina hacia el norte

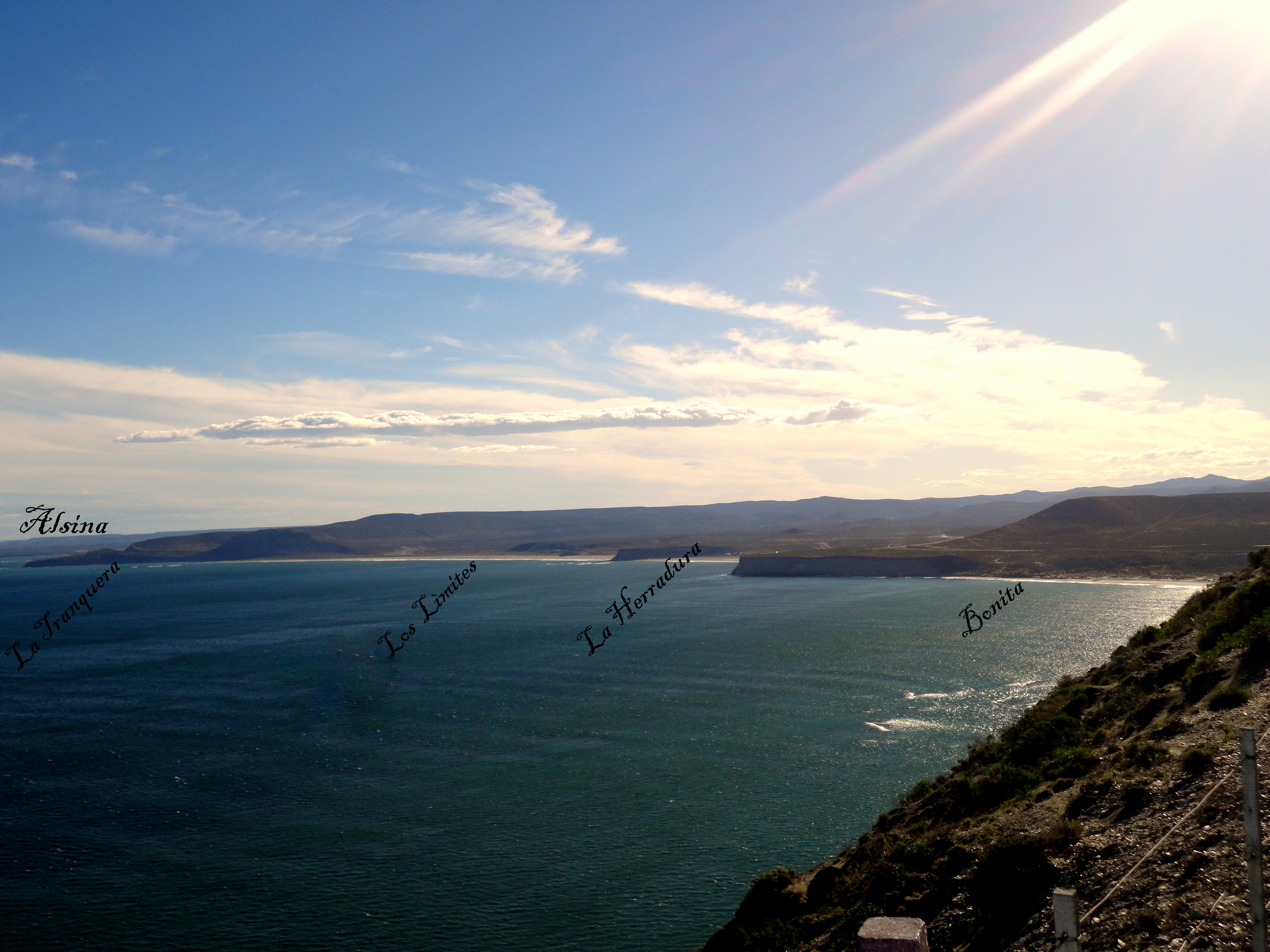
Desde punta del Marqués las playas de arena de los límites

## Galería

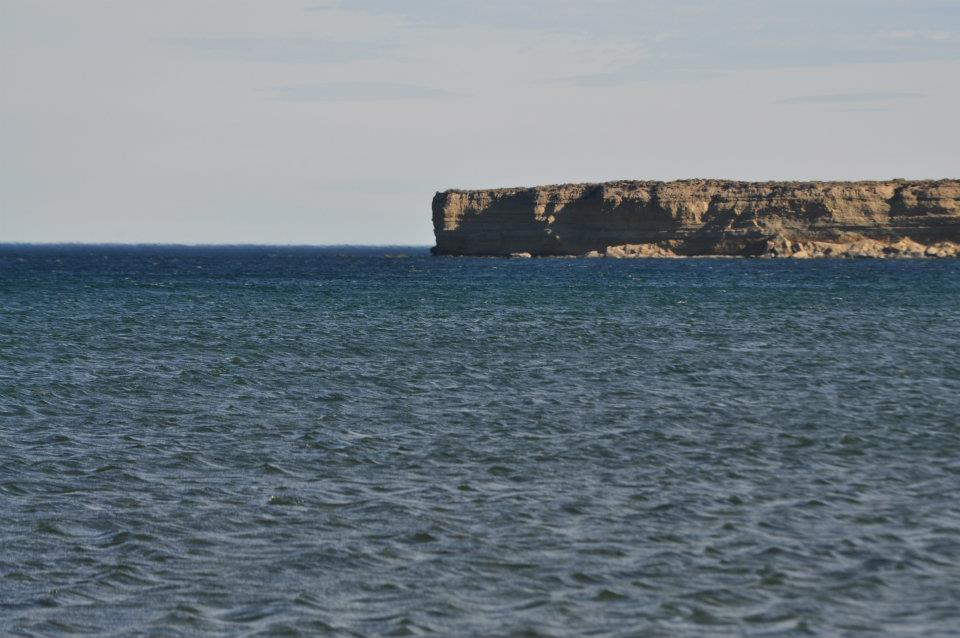
Punta o acantilado que actúa como una división natural de la playa hacia el sur.
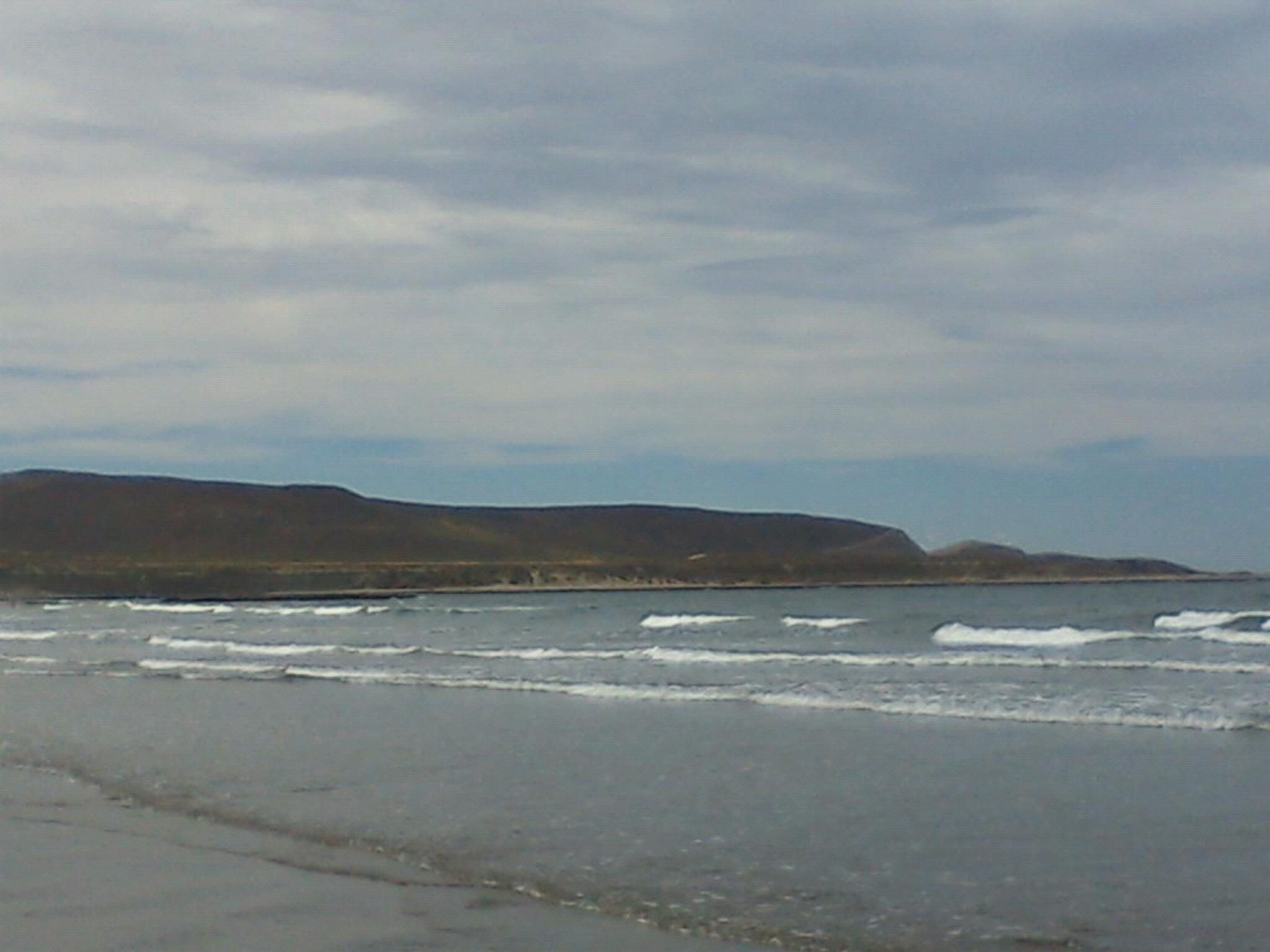
Punta Peligro ubicada al norte.
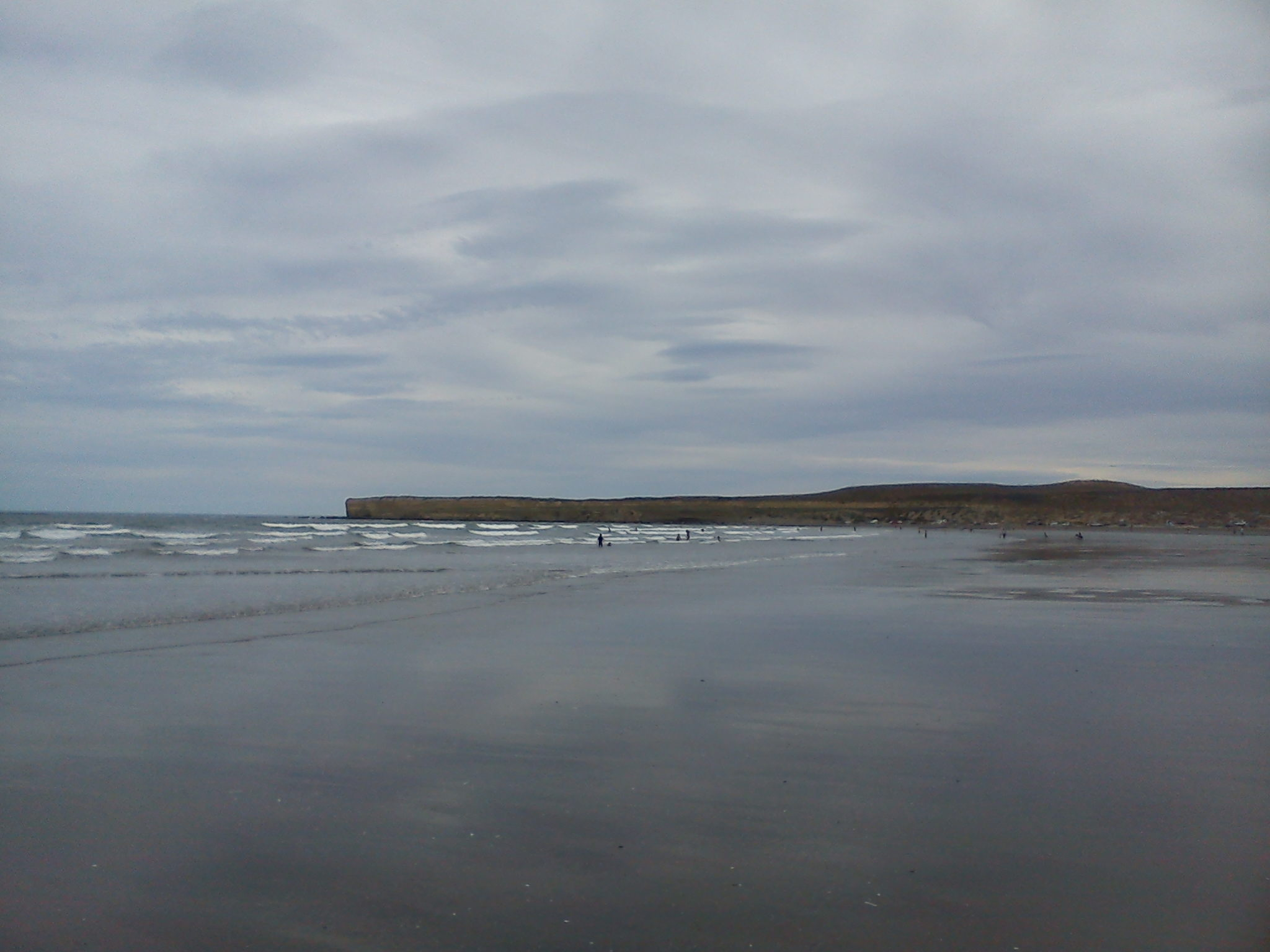
Acantilado ubicado al sur.
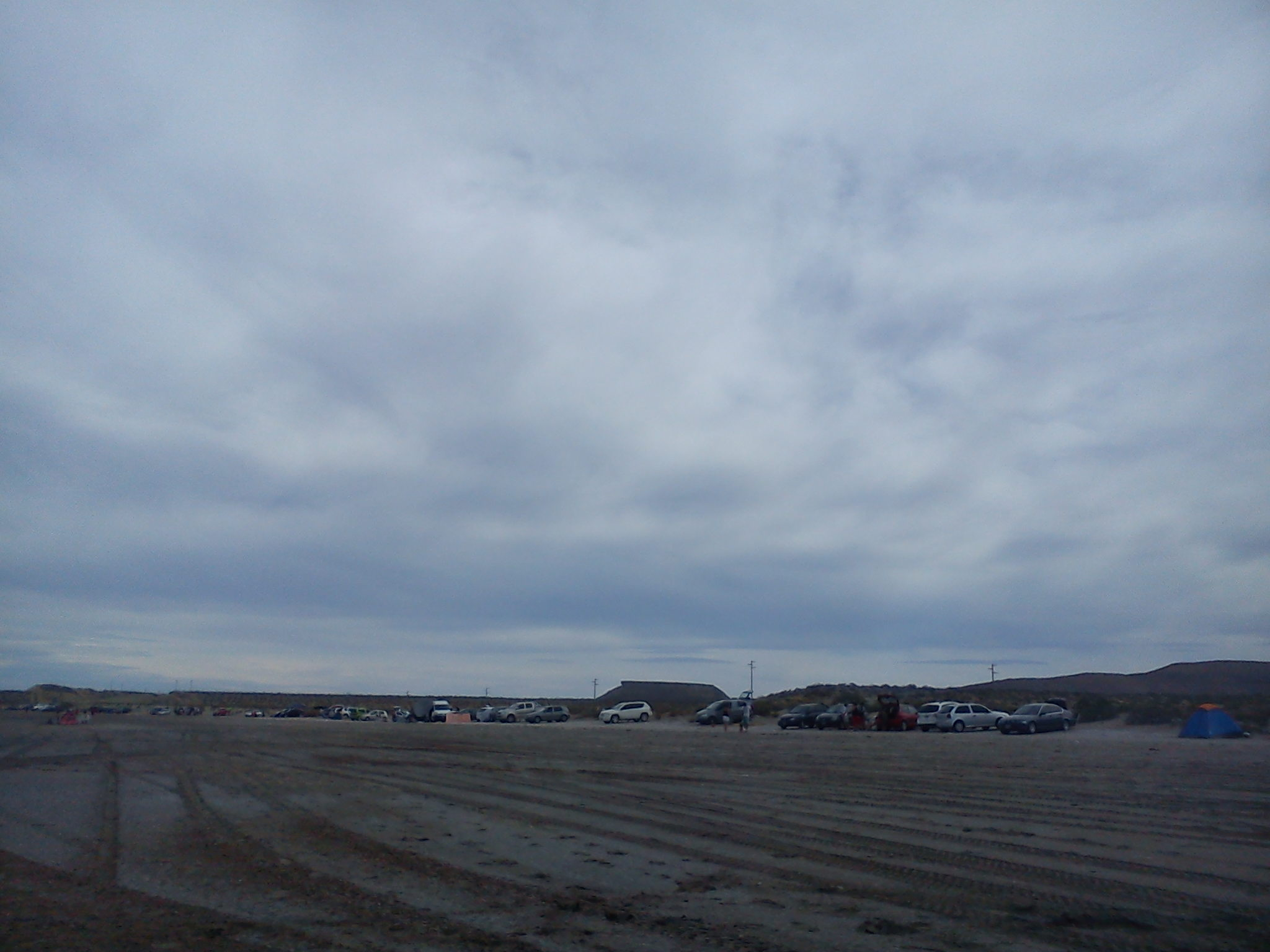
Estacionamiento de los turistas, de fondo el Cerro Pan de Azúcar